# Rodrigo Carrasco
Rodrigo Carrasco (* 18. Oktober 1975 in San Bernardo, Región Metropolitana de Santiago) ist ein chilenischer Springreiter.
Im Mai 2013 befindet er sich auf Platz 569 der Weltrangliste, nachdem er vormals auf Rang 561 geführt wurde.

## Werdegang
2011 belegte er bei den Panamerikanischen Spielen in Guadalajara mit der chilenischen Equipe den 5. Platz und sprang im Einzel auf Rang 10.
Bei den Olympischen Spielen in London belegte er 2012 mit der Mannschaft den 15. und im Einzel den 61. Platz.

## Pferde
- Or de la Charboniere (* 2002), Selle Français, brauner Wallach, Vater: Adelfos, Muttervater: Papillon Rouge

## Erfolge
- Olympische Sommerspiele
  - 2012, London: 15. Platz mit der Mannschaft und 61. Platz im Einzel (Or de la Charboniere)
- Panamerikanische Spiele
  - 2011, Guadalajara: 5. Platz mit der Mannschaft und 10. Platz im Einzel (Or de la Charboniere)

| Personendaten    | Personendaten             |
| ---------------- | ------------------------- |
| NAME             | Carrasco, Rodrigo         |
| KURZBESCHREIBUNG | chilenischer Springreiter |
| GEBURTSDATUM     | 18. Oktober 1975          |
| GEBURTSORT       | San Bernardo              |